# (366) Vincentina
(366) Vincentina – planetoida z grupy pasa głównego asteroid okrążająca Słońce w ciągu 5 lat i 212 dni w średniej odległości 3,14 j.a. Została odkryta 21 marca 1893 roku w Observatoire de Nice w Nicei przez Auguste Charloisa. Nazwa planetoidy została nadana na cześć włoskiego astronoma Vincenzo Cerulliego, odkrywcy planetoidy (704) Interamnia. Przed jej nadaniem planetoida nosiła oznaczenie tymczasowe (366) 1893 W.